# Bierieznik (rejon wołogodzki)
Bierieznik (ros. Березник) – wieś w Rosji, w rejonie wołogodzkim obwodu wołogodzkiego. W 2010 r. liczyła 437 mieszkańców.